# آيدا تورتورو
آيدا تورتورو (بالإنجليزية: Aida Turturro) هي ممثلة أمريكية، ولدت في 25 سبتمبر 1962 ببروكلين في الولايات المتحدة. من الجوائز التي نالتها جائزة نقابة ممثلي الشاشة لأفضل أداء جماعي في مسلسل درامي عن عمل آل سوبرانو سنة 2008.

## أعمال

### أفلام
- (1993) لغز جريمة قتل مانهاتن[6]
- (1995) موني ترين[7]
- (1996) النيام[8]
- (1998) شهرة[9]
- (1999) إظهار الموتى[10]
- (1999) بحر أزرق عميق[11]

### مسلسلات
- آل سوبرانو

## جوائز وترشيحات
جوائز
- جائزة نقابة ممثلي الشاشة لأفضل أداء جماعي في مسلسل درامي، عن عمل: آل سوبرانو (2008)

ترشيحات
- جائزة إيمي لأفضل ممثلة مساعدة في مسلسل درامي، عن عمل: آل سوبرانو (2001)
- جائزة إيمي لأفضل ممثلة مساعدة في مسلسل درامي، عن عمل: آل سوبرانو (2007)
- جائزة نقابة ممثلي الشاشة لأفضل أداء جماعي في مسلسل درامي، عن عمل: آل سوبرانو (2001)
- جائزة نقابة ممثلي الشاشة لأفضل أداء جماعي في مسلسل درامي، عن عمل: آل سوبرانو (2002)
- جائزة نقابة ممثلي الشاشة لأفضل أداء جماعي في مسلسل درامي، عن عمل: آل سوبرانو (2003)
- جائزة نقابة ممثلي الشاشة لأفضل أداء جماعي في مسلسل درامي، عن عمل: آل سوبرانو (2005)
- جائزة نقابة ممثلي الشاشة لأفضل أداء جماعي في مسلسل درامي، عن عمل: آل سوبرانو (2007)

## وصلات خارجية
- آيدا تورتورو على موقع IMDb (الإنجليزية)
- آيدا تورتورو على موقع روتن توميتوز (الإنجليزية)
- آيدا تورتورو على موقع ألو سيني (الفرنسية)
- آيدا تورتورو على موقع أول موفي (الإنجليزية)
- آيدا تورتورو على موقع قاعدة بيانات برودواي على الإنترنت (الإنجليزية)
- آيدا تورتورو على موقع قاعدة بيانات الأفلام السويدية (السويدية)
- آيدا تورتورو على موقع إن إن دي بي (الإنجليزية)
- آيدا تورتورو على موقع قاعدة بيانات الفيلم (الإنجليزية)
- آيدا تورتورو على موقع كينوبويسك (الروسية)